# 健康増進時代
『健康増進時代』（けんこうぞうしんじだい）は、1961年8月5日から1995年3月31日まで日本テレビ系列で放送されていた医療・医学関連の情報番組。映像は当初はモノクロ放送だったが、1972年1月2日、及び同年4月2日放送分からは毎回カラー放送となった。音声はモノラル放送。

## 概要
日本テレビ報道部番組制作部が制作を担当した。大学の医学部や研究所の教授、病院の医師らが解説者として医療の諸問題などについて解説し、聞き手とともに番組を進行していた。オープニングテーマ曲に「健康は、人生最高の宝です」のナレーションが入っていた。日本医師会と毎週持ち回りで複数の大手薬品メーカー・医療関連会社が提供兼協賛となる番組だった。これは、放送枠上の後続番組となる『Oh!診』→『からだ元気科』にも引き継がれている。放送枠は15分であり、その場合は後の15分が「マイライフ'○○」（○○は、放送年の西暦の下2桁。国民生活センター提供）の時期もあった。

## 放送時間
すべて日本標準時。
- 土曜11:40 - 11:55 （1961年8月5日 - 1963年3月30日）
- 月曜13:50 - 14:05 （1963年4月1日 - 9月30日）
- 月曜13:35 - 13:55 （1963年10月7日 - 1964年3月23日）
- 月曜13:30 - 13:45 （1964年3月30日 - 1965年11月15日）
- 月曜13:45 - 14:00 （1965年11月22日 - 1969年3月24日）
- 月曜14:45 - 15:00 （1969年3月31日 - 9月29日）
- 月曜14:15 - 14:30 （1969年10月6日 - 1970年3月30日）
- 日曜8:15 - 8:30 （1970年4月5日 - 1974年3月31日）
- 日曜7:45 - 8:00 （1974年4月7日 - 1989年9月24日）
- 土曜11:15 - 11:30 （1989年10月7日 - 1992年9月26日）
- 金曜11:00 - 11:15 （1992年10月2日 - 1995年3月31日）

## 協賛製薬会社
協賛社は輪番で、日本医師会と共にスポンサーになっていた。
- エーザイ
- キョーリン製薬（現在：キョーリン製薬グループ）
- 三共（現在：第一三共）
- シオノギ製薬
- 第一製薬（現在：第一三共）
- 大日本製薬（現在：住友ファーマ）
- 武田薬品
- 田辺製薬（現在：田辺三菱製薬）
- 中外製薬
- 津村順天堂（現在：ツムラ）
- 日本チバガイギー（現在：ノバルティスファーマ）
- 藤沢薬品（現在：アステラス製薬）
- 明治製菓（現在：Meiji Seika ファルマ）
- 山之内製薬（現在：アステラス製薬）

## 主なネット局（時差ネット局を含む）
- 系列については現在のもの。

| 放送対象地域            | 放送局                                | 系列                          | 備考 |
| ----------------------- | ------------------------------------- | ----------------------------- | --- |
| 関東広域圏              | 日本テレビ                            | 日本テレビ系列                | 基幹・製作局 |
| 北海道                  | 札幌テレビ                            | 日本テレビ系列                | 1964年10月から1972年3月の間はフジテレビ系列とのクロスネット局 ただしFNNは非加盟（FNSのみ加盟）                                 |
| 青森県                  | 青森放送                              | 日本テレビ系列                | 1975年4月から1991年9月の間はテレビ朝日系列とのクロスネット局                                                                   |
| 岩手県                  | 岩手放送 （現在：IBC岩手放送）        | TBS系列                       | |
| 岩手県                  | テレビ岩手                            | 日本テレビ系列                | 1980年4月に移行 1980年3月までテレビ朝日系列とのクロスネット局                                                                  |
| 宮城県                  | 東北放送                              | TBS系列                       | 極初期のみ放送 |
| 宮城県                  | 仙台放送                              | フジテレビ系列                | 1962年10月開局から1971年3月まで 1970年9月までは日本テレビ系列とのクロスネット局のため 解消後もスポンサーとの契約上引き続き放送 |
| 宮城県                  | ミヤギテレビ                          | 日本テレビ系列                | 1971年4月から 1975年9月までNETテレビ系列とのクロスネット局                                                                     |
| 秋田県                  | 秋田放送                              | 日本テレビ系列                | |
| 山形県                  | 山形放送                              | 日本テレビ系列                | 1980年4月から1993年3月の間はテレビ朝日系列とのクロスネット局                                                                   |
| 福島県                  | 福島テレビ                            | フジテレビ系列                | 1963年4月開局から1971年9月まで 開局時はフリーネット、1966年4月にNNN加盟                                                        |
| 福島県                  | 福島中央テレビ                        | 日本テレビ系列                | 1971年10月から 1981年9月までテレビ朝日系列とのクロスネット局                                                                   |
| 新潟県                  | 新潟放送                              | TBS系列                       | 1981年3月28日まで |
| 新潟県                  | テレビ新潟                            | 日本テレビ系列                | 開局後の1981年4月4日から |
| 長野県                  | 信越放送                              | TBS系列                       | 1991年3月まで |
| 長野県                  | テレビ信州                            | 日本テレビ系列                | 1991年4月から 1991年3月までテレビ朝日系列とのクロスネット局                                                                    |
| 山梨県                  | 山梨放送                              | 日本テレビ系列                | |
| 静岡県                  | 静岡放送                              | TBS系列                       | 1979年6月まで |
| 静岡県                  | 静岡第一テレビ                        | 日本テレビ系列                | 1979年7月開局から |
| 富山県                  | 北日本放送                            | 日本テレビ系列                | |
| 石川県                  | 北陸放送                              | TBS系列                       | 1990年3月31日まで |
| 石川県                  | テレビ金沢                            | 日本テレビ系列                | 1990年4月開局から |
| 福井県                  | 福井放送                              | 日本テレビ系列 テレビ朝日系列 | 1989年3月まで日本テレビ系列単独加盟局                                                                                          |
| 中京広域圏              | 東海テレビ                            | フジテレビ系列                | 極初期のみ放送 |
| 中京広域圏              | 名古屋放送 （現在：名古屋テレビ放送） | テレビ朝日系列                | 1962年4月開局から1973年3月まで 当時は日本テレビ系列メインのため                                                                |
| 中京広域圏              | 中京テレビ                            | 日本テレビ系列                | 1973年4月から 中京広域圏のネットワーク整理のため                                                                               |
| 近畿広域圏              | 読売テレビ                            | 日本テレビ系列                | |
| 鳥取県 ↓ 鳥取県・島根県 | 日本海テレビ                          | 日本テレビ系列                | [ 注 1 ] |
| 広島県                  | 中国放送                              | TBS系列                       | 1970年3月まで 1967年3月までの社名は「ラジオ中国」                                                                              |
| 広島県                  | 広島テレビ                            | 日本テレビ系列                | 1970年4月から 1975年9月までフジテレビ系列とのクロスネット局                                                                    |
| 山口県                  | 山口放送                              | 日本テレビ系列                | [ 注 2 ] |
| 徳島県                  | 四国放送                              | 日本テレビ系列                | |
| 香川県 ↓ 香川県・岡山県 | 西日本放送                            | 日本テレビ系列                | [ 注 3 ] |
| 愛媛県                  | 南海放送                              | 日本テレビ系列                | |
| 高知県                  | 高知放送                              | 日本テレビ系列                | |
| 福岡県                  | テレビ西日本                          | フジテレビ系列                | 1964年9月までは日本テレビ系列 系列変更後もスポンサーとの契約上1969年3月まで放送                                                |
| 福岡県                  | 福岡放送                              | 日本テレビ系列                | 1969年4月開局から |
| 長崎県                  | 長崎放送                              | TBS系列                       | 1970年3月まで |
| 長崎県                  | テレビ長崎                            | フジテレビ系列                | 1970年4月から1991年3月まで 1990年9月に日本テレビ系列とのクロスネットを解消するが引き続き放送                                   |
| 長崎県                  | 長崎国際テレビ                        | 日本テレビ系列                | 1991年4月開局から |
| 熊本県                  | 熊本放送                              | TBS系列                       | 1982年3月まで |
| 熊本県                  | くまもと県民テレビ                    | 日本テレビ系列                | 1982年4月開局から |
| 大分県                  | 大分放送                              | TBS系列                       | |
| 宮崎県                  | 宮崎放送                              | TBS系列                       | |
| 鹿児島県                | 南日本放送                            | TBS系列                       | 1994年4月に鹿児島読売テレビが開局したがスポンサー契約上このまま最終回までネット                                                |
| 沖縄県                  | 沖縄テレビ                            | フジテレビ系列                | [ 注 5 ] |